# مدرسه محتشمیه
مدرسهٔ محتشمیه (یا مدرسۀ‌ مبارکۀ‌ ملت) نخستین مدرسه در شهر کرمانشاه به سبک مدرن و همچنین یکی از نخستین مدارس مدرن در سراسر ایران بود. این مدرسه در اواخر مهر سال ۱۲۷۸ خورشیدی (۱۸۹۹ میلادی) توسط حسینعلی خان هندسی گوران تأسیس شد. همچنین تاریخ تأسیس این مدرسه ۱۳۱۷ قمری (۱۲۷۷ خورشیدی و ۱۸۹۸ میلادی) و تاریخ انحلال آن ۱۳۲۱ قمری (۱۲۸۰ خورشیدی و ۱۹۰۱ میلادی) نیز ذکر شده‌است.

## تاریخچه
حسینعلی خان هندسی گوران که از دانش‌آموختگان دارالفنون بود و مدتی را نیز در فرانسه به تحصیل معماری گذرانده‌بود، در بازگشت از فرانسه و تهران در اوایل خرداد ۱۲۷۸ خورشیدی (۱۸۹۹ میلادی) در منزل پدری خود، خانۀ شمارۀ ۴۱۵۳ در کوچهٔ هندسی واقع در محلۀ ‌شترگلو در چنانی کرمانشاه، مجلس درسی دایر کرد که در ابتدا مدرسۀ مبارکۀ ملت نام داشت. تأسیس این مدرسه با استقبال گستردۀ مردم کرمانشاه مواجه می‌شود،‌ اما حاکم وقت کرمانشاه میرزا محمدخان اقبال‌الدوله کاشانی با تأُسیس آن به مخالفت پرداخت. اما هندسی گوران موفق شد نظر مساعد شاهزاده جلال‌الدین میرزا (ملقب به محتشم‌الدوله، یا سردار محترم) را جلب کرده و او نیز به شرط این‌که نام مدرسه به نام وی به مدرسۀ محتشمیه تغییر یابد از ادامۀ کار آن حمایت کرد. در نهایت مجلس درس در اواخر مهر ۱۲۷۸ خورشیدی (۱۸۹۹ میلادی) با مساعدت شاهزاده جلال‌الدین میرزا محتشم‌الدوله با نام مدرسۀ محتشمیه به کار خود ادامه داد که نقطهٔ آغازی برای آموزش و پرورش مدرن در شهر کرمانشاه به‌شمار می‌آید.
مدرسهٔ محتشمیه در سال اول تأسیس خود، ۵۰ نفر دانش‌آموز داشت. برای درس خواندن در این مدرسه شرط سنی وجود نداشت و برخی از دانش‌آموزان مردانی بودند که همسر و فرزند داشتند. مدیریت مدرسه با خود حسینعلی‌خان هندسی گوران بود. دانش‌آموزان با لباس یک‌شکل در مدرسه حاضر می‌شدند و مدرسه دارای برنامهٔ مدون درسی و نیز امکانات مدرن آموزشی مانند میز و نیمکت و تخته‌سیاه بود. برنامهٔ درسی مدرسهٔ محتشمیه عبارت بود از فارسی، فرانسوی، حساب و مشق خط. علاوه بر جلال‌الدین میرزا، فرزند وی به نام جمال‌الدین میرزا (ملقب به امیر افتخار) نیز از پشتیبانان این مدرسه به‌شمار می‌آمد. علاءالدوله نیز که یک سال پس از تأسیس مدرسه به حکمرانی کرمانشاه رسید، آن را مورد پشتیبانی قرار داده و از حق تولیت خود از مسجد عمادالدوله، سالیانه مبلغ دویست تومان به مدرسهٔ حشمتیه اختصاص داد. علاءالدوله دستور داد تا دانش‌آموزان لباس پیاده‌نظام بپوشند و آموزش نظامی در برنامهٔ درسی مدرسه قرار بگیرد. بر این اساس برای دانش‌آموزان تفنگ‌های ورندل تهیه شد و مدیر مدرسه بر اساس قواعد نظامی اتریش، به دانش‌آموزان مشق تفنگ و حرکات پیاده‌نظام آموزش می‌داد. این تمرین‌ها گاهی در میدان توپخانه و گاهی خارج از شهر انجام می‌شد. علاءالدوله همچنین دستور داد تا امتحانات مدرسه در حضور وی و در مقر حکومتی انجام شود.
مقامات حکومتی به دفعات برای ادامۀ‌ فعالیت مدرسه مزاحمت ایجاد کرده و دو سه بار به مدرسه هجوم آوردند. در برابر این حمله‌ها حسینعلی مهندس گوران از شيرمحمدخان صمصام‌الممالک سنجابی، جهانبخش‌خان ضرغام‌السلطنه دانیالی گوران و نیز قمرسلطان اسپری، سران عشایر سنجابی، گوران و قلخانی کمک گرفت، و این افراد نیز تعدادی تفنگ‌چی را برای حفاظت از مدرسه در اختيار مهندس گوران گذاشتند. علیرغم این تدابیر مدرسۀ‌ محتشمیه در نهایت در اسفند سال ۱۲۸۱ خورشیدی (۱۹۰۲ خورشیدی) توسط فرمانفرما حاکم جدید کرمانشاه مورد حمله قرار گرفت، و تعطیل و ویران شده و حسینعلی‌خان گوران نیز بنا بر دلایل نامشخص تحت تعقیب و منزل وی نیز مورد هجوم مأموران فرمانفرما قرار گرفت. مدرسهٔ محتشمیه ۴ سال برقرار بود و تعطیلی و تخریب آن در زمانی انجام شد که حسینعلی مهندس گوران در تاریخ ۱۱ جمادی‌الثانی ۱۳۲۱ (۱۳ مرداد ۱۲۸۲ و ۵ اوت ۱۹۰۳) زمینی به مساحت ۲۹۰۹ ذرع (۳۰۲۵/۳۶ مترمربع) خریداری کرده‌بود تا ساختمان جدید و بزرگ‌تری برای مدرسه بسازد و حتی سند این ملک را نزد آقا رحیم امام جمعۀ‌کرمانشاه برده‌بود و مشروعیت معاملۀ خود را به تأیید وی نیز رسانده‌بود.

## معلمان
از جملۀ معلمانی که در مدرسۀ محتشمیه تدریس کرده‌اند، به جز خود حسینعلی خان هندسی گوران که آموزش ریاضیات،‌ هندسه و نقاشی را بر عهده داشت، می‌توان به میرزا محمد‌مهدی صباح (معتمد‌التجار) شاعر و مدیر روزنامه صباح معلم زبان فارسی، و میرزا آقا مهدوی معروف به آقا مدير پدر مرتضی مهدوی روزنامه‌نگار کرمانشاهی معلم قرآن و شرعیات اشاره کرد. همچنین میرزا مهدی‌خان فرهپور (صدیق دفتر) دبیر تاريخ و جغرافيا، مترجم‌السلطان از صاحب‌منصبان گمركات معلم زبان خارجه و سلطان شاهپورخان معلم عملیات ورزشی و نظامی بوده‌اند.